# Denethor
Denethor II är son till Ecthelion II och Faramirs och Boromirs far i böckerna om Härskarringen av J.R.R. Tolkien. I filmatiseringen spelas han av den australiske skådespelaren John Noble.

## Biografi
Denethor II var Rikshovmästare av Gondor, han var född år 2930 i den tredje åldern, och således den som har det högsta ämbetet i Gondor tills dagen kommer då Gondors konung skulle återvända. Som person ansågs han vara mycket viljestark och slug. Han var skicklig på att tyda miner och läsa av andra människors tankar. Men han var också en mycket lärd man som visste det mesta av vad som pågick i Gondor, även på de mest avlägsna platser. Ändå kände folket i Gondor i sina hjärtan att Thorongil hade den större makten. Thorongil gav den dåvarande rikshovsmästaren Ecthelion II rådet att sätta tilltro till trollkarlen Gandalf snarare än trollkarlen Saruman. Denethor å andra sidan litade aldrig helt på Gandalf.
Men det skulle inte bli ett öppet gräl mellan de båda, eftersom Thorongil lämnade landet fyra år innan Denethor blev rikshovmästare. Istället kunde Denethor utöva sin makt som rikshovsmästare helt obehindrat, ända fram till sin död.
Denethor gifte sig med Finduilas, som var syster till furst Imrahil av Dol Amroth. Hon gav honom två söner; Boromir och Faramir, Boromir var fem år äldre än sin lillebror. Men Finduilas dog tidigt; en bidragande faktor var att Denethor redan hade börjat använda sin palantír och blivit butter. Efter hennes död blev det bara värre och han blev mindre pratsam och desto bittrare. 
Hans (hemliga) användning av palantíren var ett vågspel, men han ansåg sig ha styrkan att klara av en konfrontation med Sauron. En åsikt som skulle visa sig vara korrekt, åtminstone i början. Efter hand blev han dock allt mer deprimerad av att se Saurons stora arméer tåga mot Gondor. Det sista strået var Boromirs död, efter det såg han ingen utväg, och sjönk ned i förtvivlan.
Strax före slaget om Pellenor skickade han iväg den röda pilen för att kalla på hjälp från Rohan och vårdkasarna tändes. Rådet insåg att Gondor inte hade styrkan att ta några egna (offensiva) initiativ i kriget, men Denethor beordrade sina trupper att försvara ruinstaden Osgiliath och muren Rammas Echor. Han ville försvara dessa strategiskt viktiga platser, eftersom mycken möda hade lagts på att göra dem starka; och de var ännu intakta. Hans son Faramir protesterade, emedan fienden ansågs alldeles för stark, och att Osgiliath redan var taget. Men Denethor lyssnade inte och Faramir lydde order; han var en av de få som överlevde slaget och räddades av prins Imrahil i sista sekunden. Han fördes livlös upp till Citadellet; alla trodde att han var död. Detta knäckte Denethor totalt, även om han visste att Faramir fortfarande levde, därför att han insåg att kriget ändå var förlorat. Sedan gick han upp i Ecthelions torn och tittade i Palantíren där, och när han kom ned var han gammal och bruten.
Sedan beordrade Denethor att några tjänare skulle göra ett bål där han och Faramir skulle brinna. Han tog sin rikshovsmästarstav, knäckte den itu och kastade den i elden. Sedan lade han sig själv på bålet, medan han höll i Minas Tiriths palantír i både händerna; det sägs att om någon tittade i den stenen efteråt, så vida denne inte besatt en stark vilja, enbart kunde se två händer förtäras i eld. Innan han dog försökte han också att knivhugga Faramir, men misslyckades tack vare citadellvakten Beregonds, trollkarlen Gandalfs och hoben Pippins insatser.
Efter Denethors död helades Faramir från sina skador av Aragorn och Faramir blev senare Gondors nya rikshovmästare och furste över Ithilien.    